# Obritzberg-Rust
Obritzberg-Rust ist eine Marktgemeinde mit 2387 Einwohnern (Stand 1. Jänner 2025) im Bezirk St. Pölten in Niederösterreich.

## Geografie
Obritzberg-Rust liegt im Mostviertel in Niederösterreich. Die Fläche der Gemeinde umfasst 41,51 Quadratkilometer. 18,3 % der Fläche sind bewaldet.

### Gemeindegliederung
Das Gemeindegebiet umfasst folgende 25 Ortschaften (in Klammern Einwohnerzahl Stand 1. Jänner 2025):
- Angern (48)
- Diendorf (44)
- Doppel (17)
- Eitzendorf (37)
- Flinsdorf (91)
- Fugging (93)
- Greiling (52)
- Großhain (166)
- Großrust (481)
- Grünz (90)
- Heinigstetten (26)
- Hofstetten (24)
- Kleinhain (160)
- Kleinrust (127)
- Landhausen (40)
- Mittermerking (20)
- Neustift (78)
- Obermerking (45)
- Obritzberg (291)
- Pfaffing (49)
- Schweinern (149)
- Thallern (39)
- Untermerking (55)
- Winzing (20)
- Zagging (145)

Die Gemeinde besteht aus den Katastralgemeinden Diendorf, Doppel, Eitzendorf, Flinsdorf, Fugging, Greiling, Großrust, Grünz, Hain, Heinigstetten, Kleinrust, Landhausen, Obermerking, Obritzberg, Pfaffing, Schweinern, Untermerking, Winzing und Zagging.

### Nachbargemeinden
|                        | Wölbling                                    | Statzendorf  |
| Dunkelsteinerwald (ME) | Kompassrose, die auf Nachbargemeinden zeigt | Herzogenburg |
| Karlstetten            | St. Pölten (P)                              |              |

## Geschichte
In der Marktgemeinde Obritzberg-Rust bestehen zahlreiche archäologische Fundstellen aus der Spätjungsteinzeit (Lengyel-Kultur) in Form von Siedlungsgruben, Grabstätten, Tonscherben, Tierknochen, Gefäßen und Steinbeilen, sowie ein Gräberfeld und zahlreiche Funde aus der Hallstattzeit. Aus der Keltenzeit sind viele Ortsbezeichnungen und Namen erhalten.
Im Altertum war das Gebiet Teil der Römischen Provinz Noricum.
Im Jahre 888 wurde ein Wehrbau auf dem Kirchenhügel in Obritzberg erwähnt.

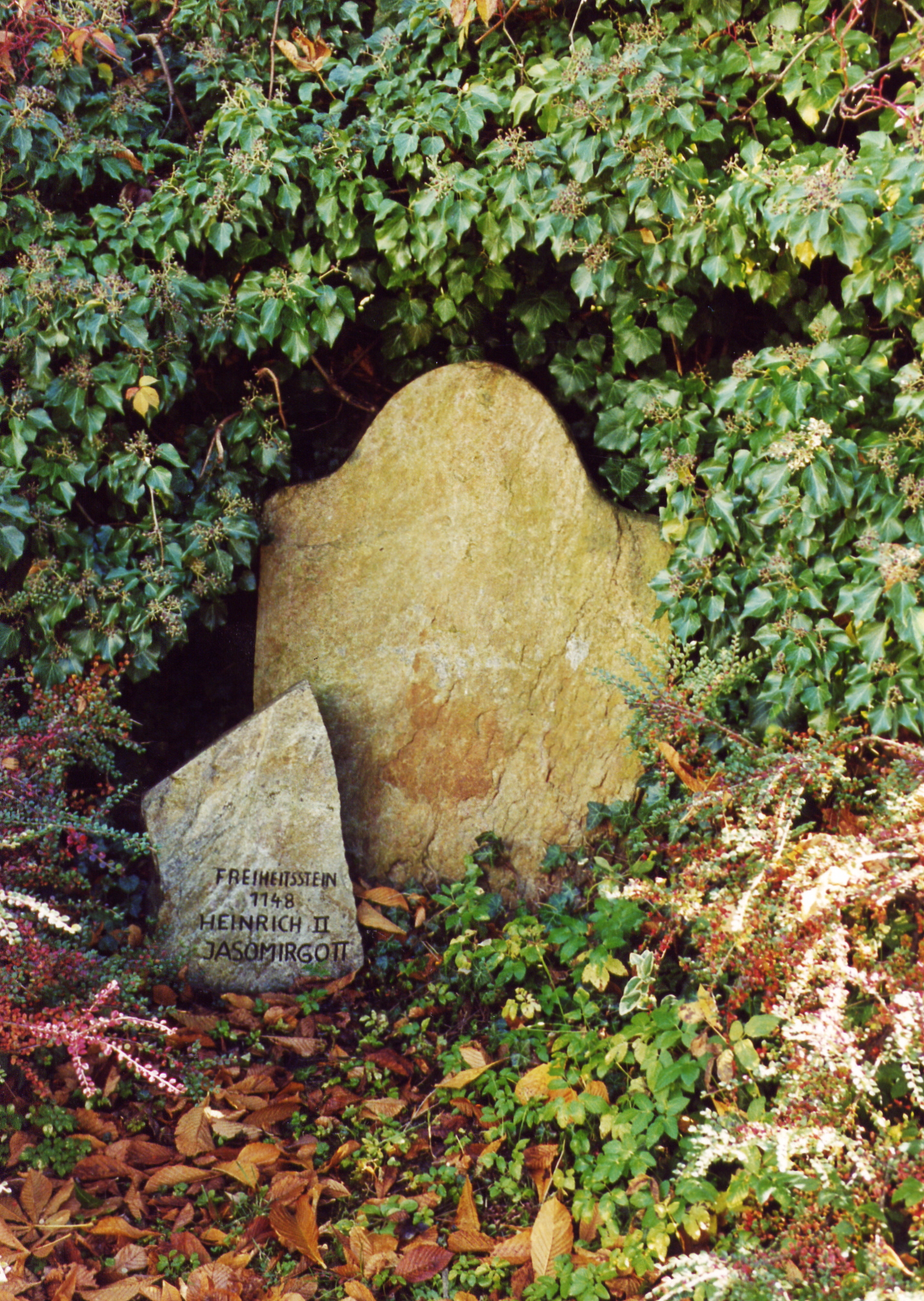
Der Freiheitsstein von Obritzberg

1148 wurde Obritzberg zur selbstständigen Pfarre erhoben.
In diesem Jahr wurde auch der so genannte „Freiheitsstein“ am Kirchenberg Obritzberg in unmittelbarer Nähe des Pfarrhofes durch Heinrich II. – Beiname „Jasomirgott“ – errichtet, der gegen Entgelt einige Tage Kirchenschutz gegen Strafverfolgung gewährte. Dieses und andere Rechte (aber auch Pflichten) waren im „Banntaiding der Pfarrherrschaft Obritzberg“ niedergeschrieben.
1850 entstand die Ortsgemeinde Obritzberg, die 1883 in die Gemeinden Obritzberg und Kleinrust getrennt wurde.
1967 wurden die Gemeinden als Obritzberg-Rust wieder vereint. 1971 wurde die Gemeinde Hain eingemeindet. Im Jahr 2004 wurde Obritzberg-Rust zur Marktgemeinde erhoben.
Mit einstimmigem Beschluss des Gemeinderates sollte mit Wirkung vom 1. Juli 2013 die Postleitzahl gemeindeweit auf 3123 vereinheitlicht sowie Straßenbezeichnungen für sämtliche Ortschaften und Gehöfte eingeführt werden. Bedingt durch Umstellungsprobleme der Post wurden diese Änderungen für den Bereich der ehemaligen Gemeinde Hain mit 1. Oktober 2013 und für die Ortschaft Fugging mit 1. April 2014 vollzogen.

### Religion
Katholische Pfarren:
- Pfarre Obritzberg[4] mit Pfarrkirche „zum Hl. Laurentius“, ab dem Jahr 888
- Pfarre Hain[5] mit Pfarrkirche Kleinhain „Zur Unbefleckten Empfängnis – Immaculata“ (dem Augustiner-Chorherrenstift Herzogenburg zugehörig). Entstehungszeit ca. 11.–12. Jh.

sowie:
- Freie Christengemeinde – Pfingstgemeinde Großrust[6] (seit 2013 gesetzlich voll anerkannt)
- katholischer Priester-Verein Gemeinschaft vom heiligen Josef in Kleinhain (Verein nach diözesanem Recht,[7] als konservativ einzustufen, gegen die Errichtung dieser Niederlassung gab es 1995 eine Demonstration am Domplatz in St. Pölten)

### Einwohnerentwicklung
| Obritzberg-Rust: Einwohnerzahlen von 1869 bis 2025  | Obritzberg-Rust: Einwohnerzahlen von 1869 bis 2025 | Obritzberg-Rust: Einwohnerzahlen von 1869 bis 2025 | Obritzberg-Rust: Einwohnerzahlen von 1869 bis 2025 | Obritzberg-Rust: Einwohnerzahlen von 1869 bis 2025 |
| --------------------------------------------------- | -------------------------------------------------- | -------------------------------------------------- | -------------------------------------------------- | -------------------------------------------------- |
| Jahr                                                |                                                    |                                                    |                                                    | Einwohner                                          |
| 1869                                                | 1869                                               |                                                    | 2.120                                              | 2.120                                              |
| 1880                                                | 1880                                               |                                                    | 2.189                                              | 2.189                                              |
| 1890                                                | 1890                                               |                                                    | 2.237                                              | 2.237                                              |
| 1900                                                | 1900                                               |                                                    | 2.294                                              | 2.294                                              |
| 1910                                                | 1910                                               |                                                    | 2.317                                              | 2.317                                              |
| 1923                                                | 1923                                               |                                                    | 2.376                                              | 2.376                                              |
| 1934                                                | 1934                                               |                                                    | 2.202                                              | 2.202                                              |
| 1939                                                | 1939                                               |                                                    | 2.155                                              | 2.155                                              |
| 1951                                                | 1951                                               |                                                    | 2.018                                              | 2.018                                              |
| 1961                                                | 1961                                               |                                                    | 2.013                                              | 2.013                                              |
| 1971                                                | 1971                                               |                                                    | 2.028                                              | 2.028                                              |
| 1981                                                | 1981                                               |                                                    | 2.106                                              | 2.106                                              |
| 1991                                                | 1991                                               |                                                    | 2.135                                              | 2.135                                              |
| 2001                                                | 2001                                               |                                                    | 2.268                                              | 2.268                                              |
| 2011                                                | 2011                                               |                                                    | 2.282                                              | 2.282                                              |
| 2021                                                | 2021                                               |                                                    | 2.321                                              | 2.321                                              |
| 2025                                                | 2025                                               |                                                    | 2.387                                              | 2.387                                              |
| Quelle(n): Statistik Austria, Gebietsstand 1.1.2021 |                                                    |                                                    |                                                    |                                                    |

Fotogalerie von Kirchen und Kapellen in der Gemeinde:

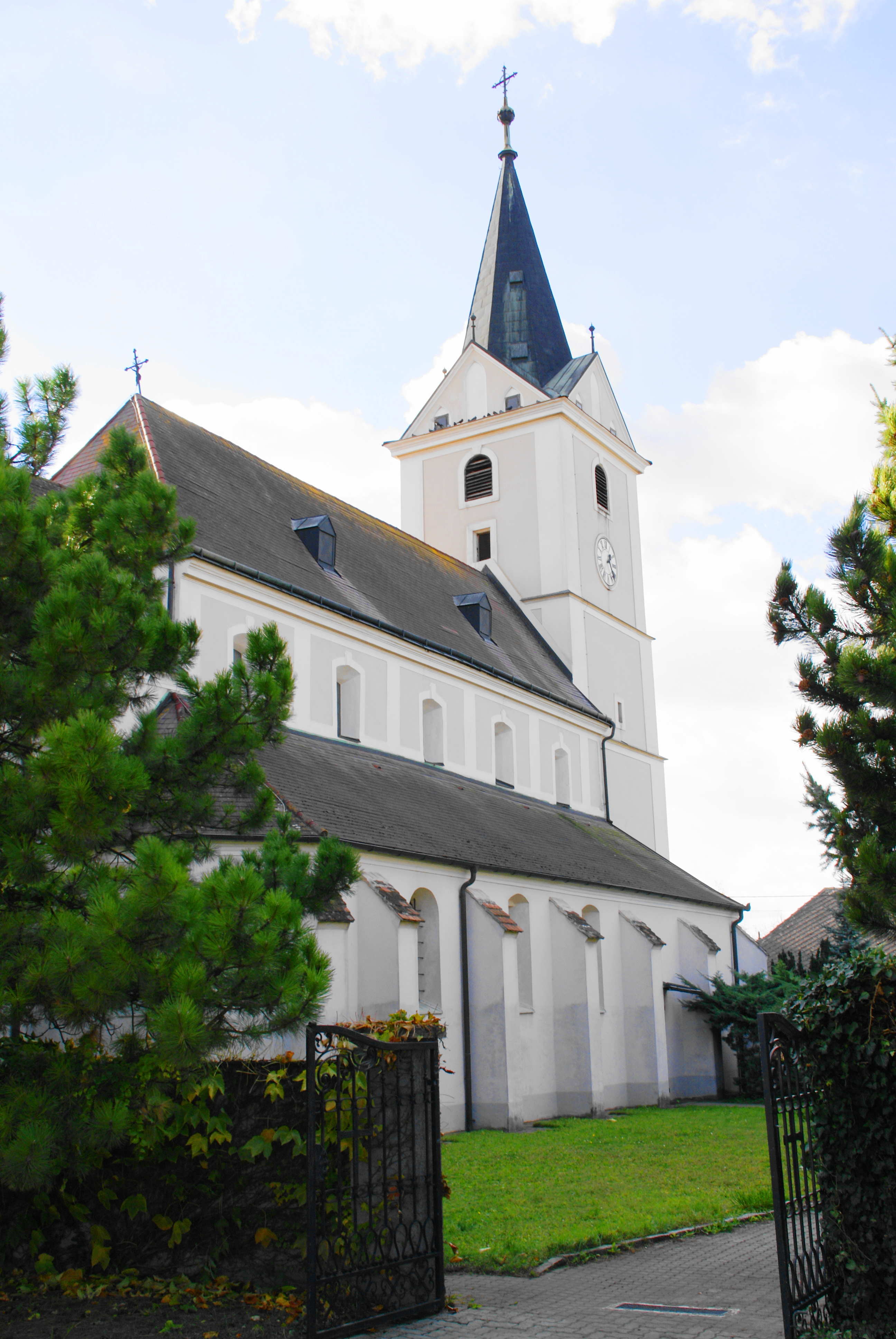
Pfarrkirche Kleinhain
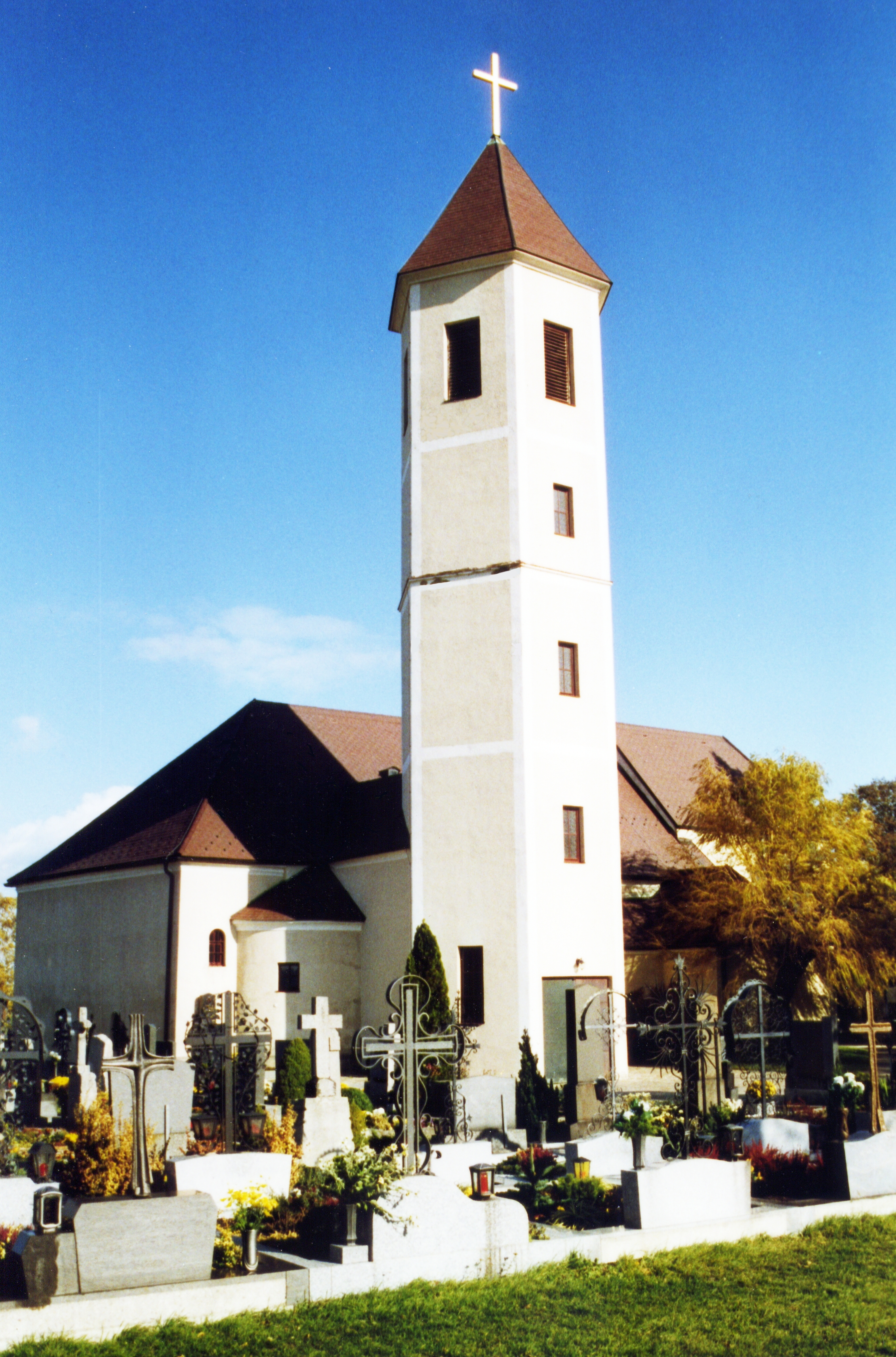
Pfarrkirche Obritzberg
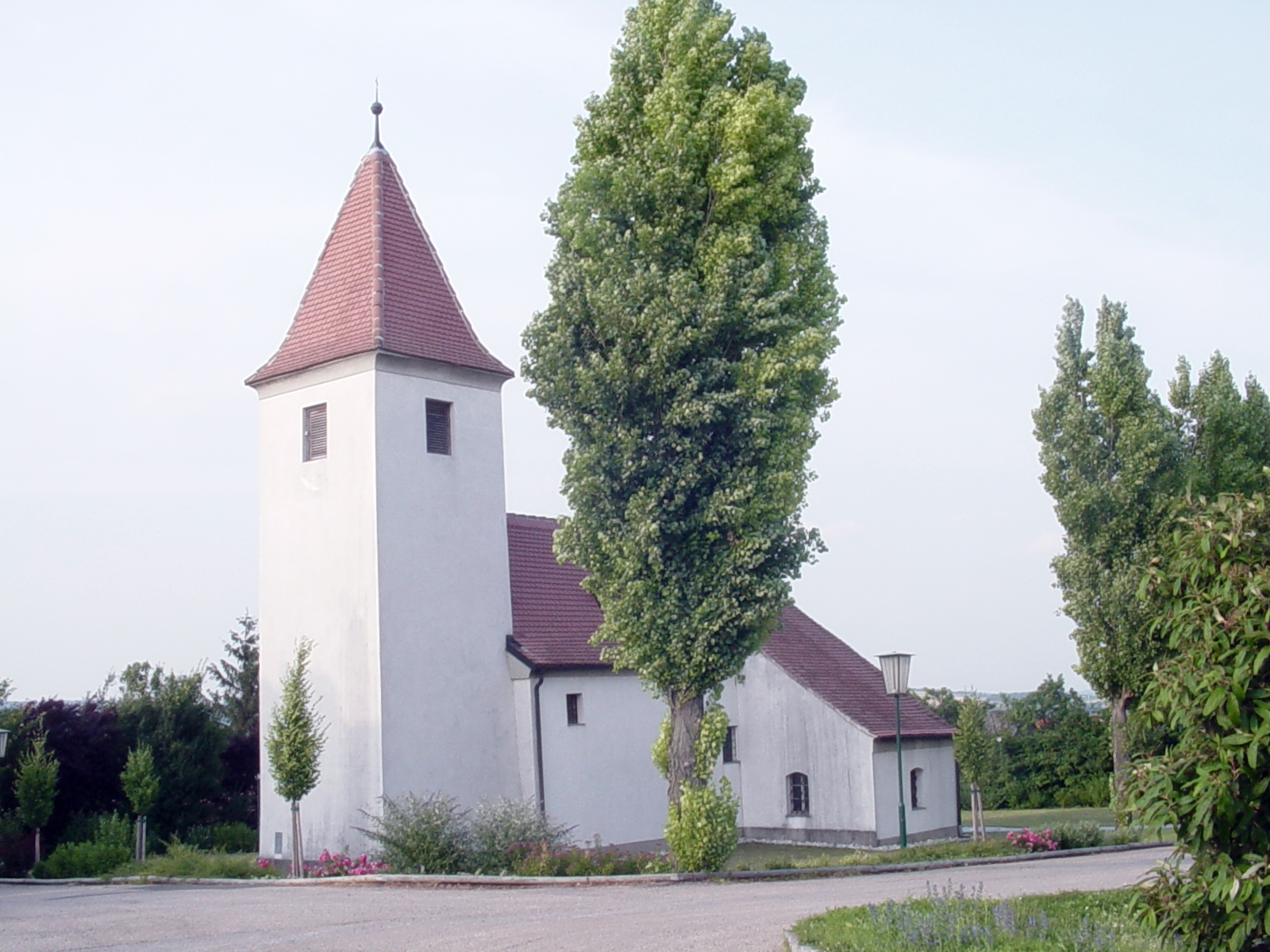
Dorfkirche Großrust
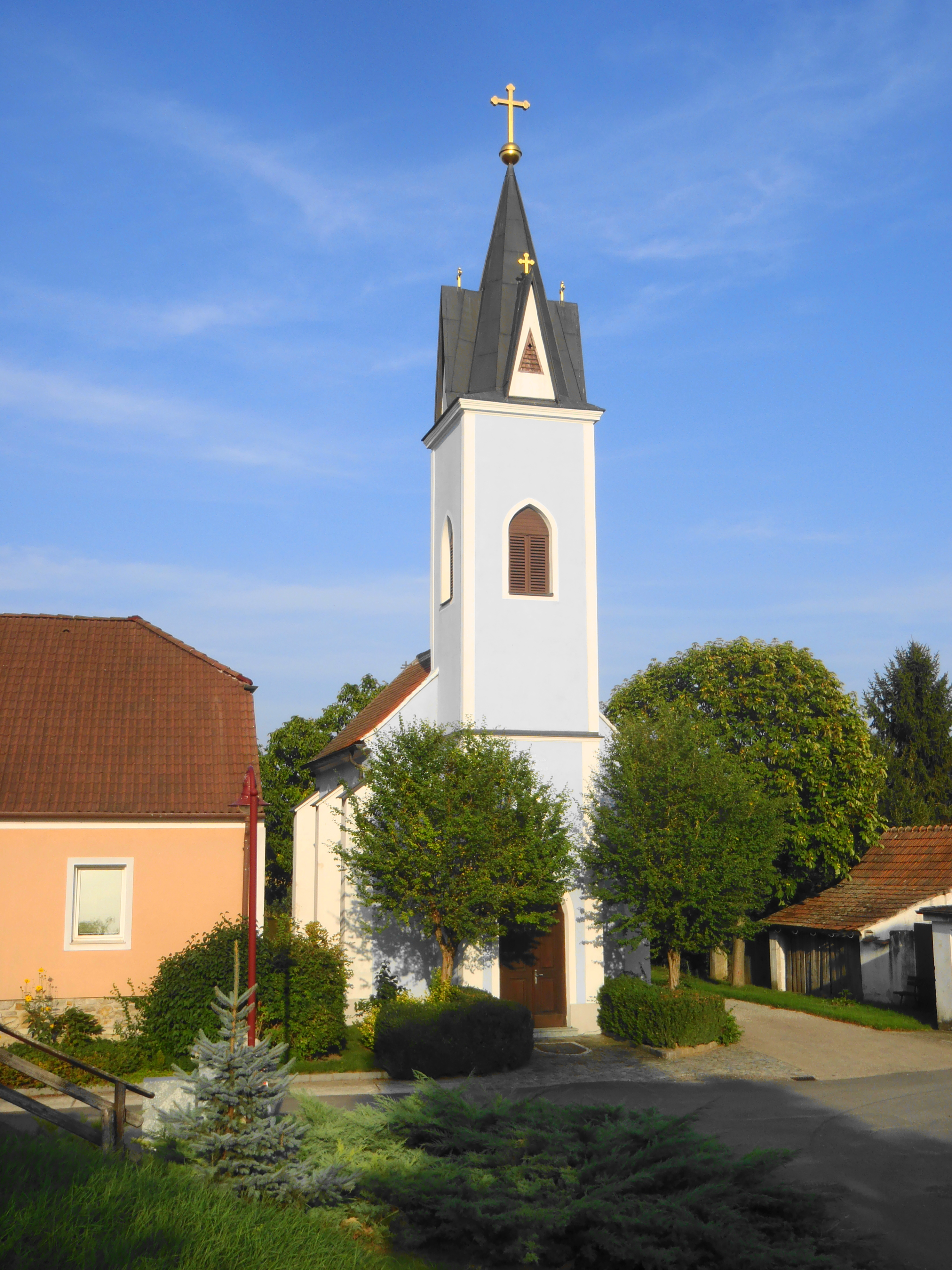
Dorfkapelle Fugging
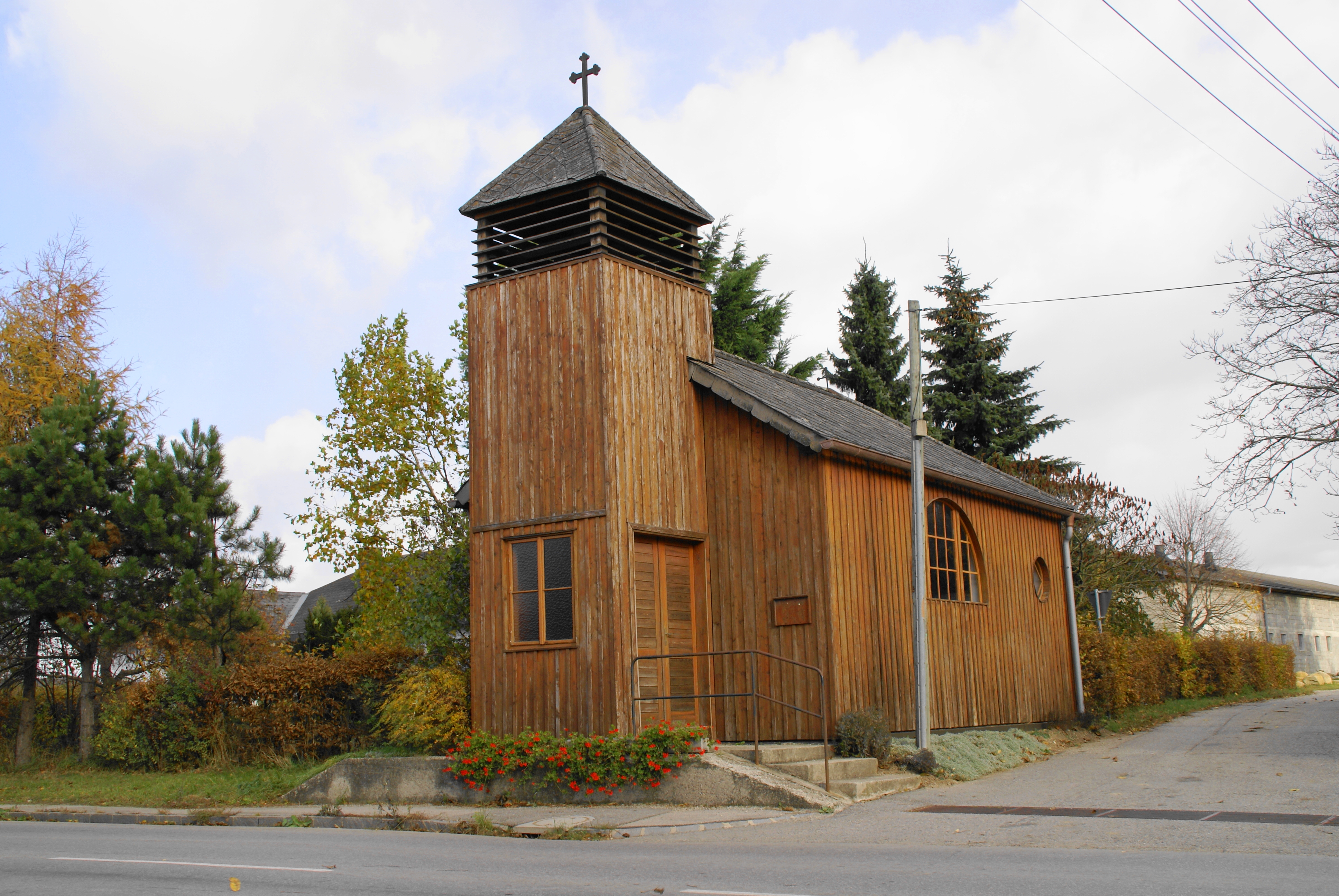
Dorfkapelle Zagging

## Kultur und Sehenswürdigkeiten

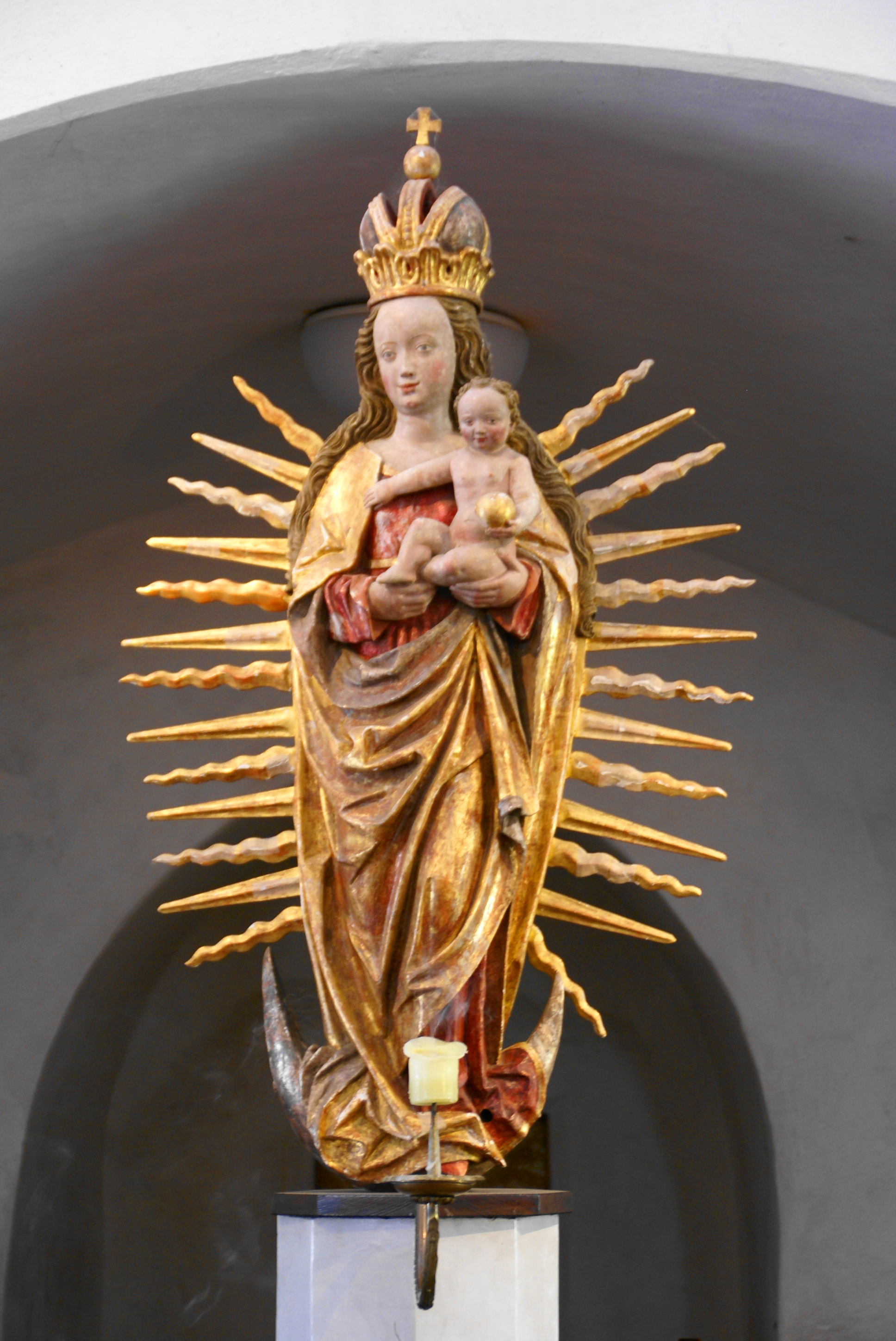
Die doppelseitige Madonna in der Pfarrkirche Kleinhain (NÖ) – vor der Restaurierung 2015

- Freiheitsstein Obritzberg: 1148 – durch Heinrich II „Jasomirgott“
- Schönstatt-Marienstein südlich des Kirchenplatzes Obritzberg: 1975 zur 30-Jahr-Feier des Kriegsendes von der Schönstatt-Familie aufgestellt
- 1. österreichischer „Eheweg“ – ein Rundwanderweg (3,5 km) mit 7 Themenstationen, Start & Ziel am Kirchenplatz Obritzberg
- Doppelseitige Madonna mit Kind in der Pfarrkirche Hain: die Wurzeln dieser Statue reichen vermutlich in die vorchristliche und vorrömische Zeit zurück, wahrscheinlich sind sie in der keltischen Zeit zu suchen (Expertise Prof. Wilhelm Cerveny – Wien)
- Ehemaliges Schloss Zagging – nur der Burggraben ist mehr vorhanden
- Pfarrhof Hain (1784 durch Baumeister Josef List)
- Filialkirche Großrust „Hl. Georg“ erweitert aus dem 13. Jh.
- „Pfaffenstöckl“ – historisches Gebäude in Hain
- Kellergassen-Ensembles, besonders in Zagging, Hain, Kleinrust-Fugging
- Kapelle Zagging (ursprünglich russisch-orthodoxe Holzkapelle), wurde von den Kriegsgefangenen des Ersten Weltkrieges errichtet und 1922 aus dem aufgelassenen Gefangenenlager Spratzern abgebaut.

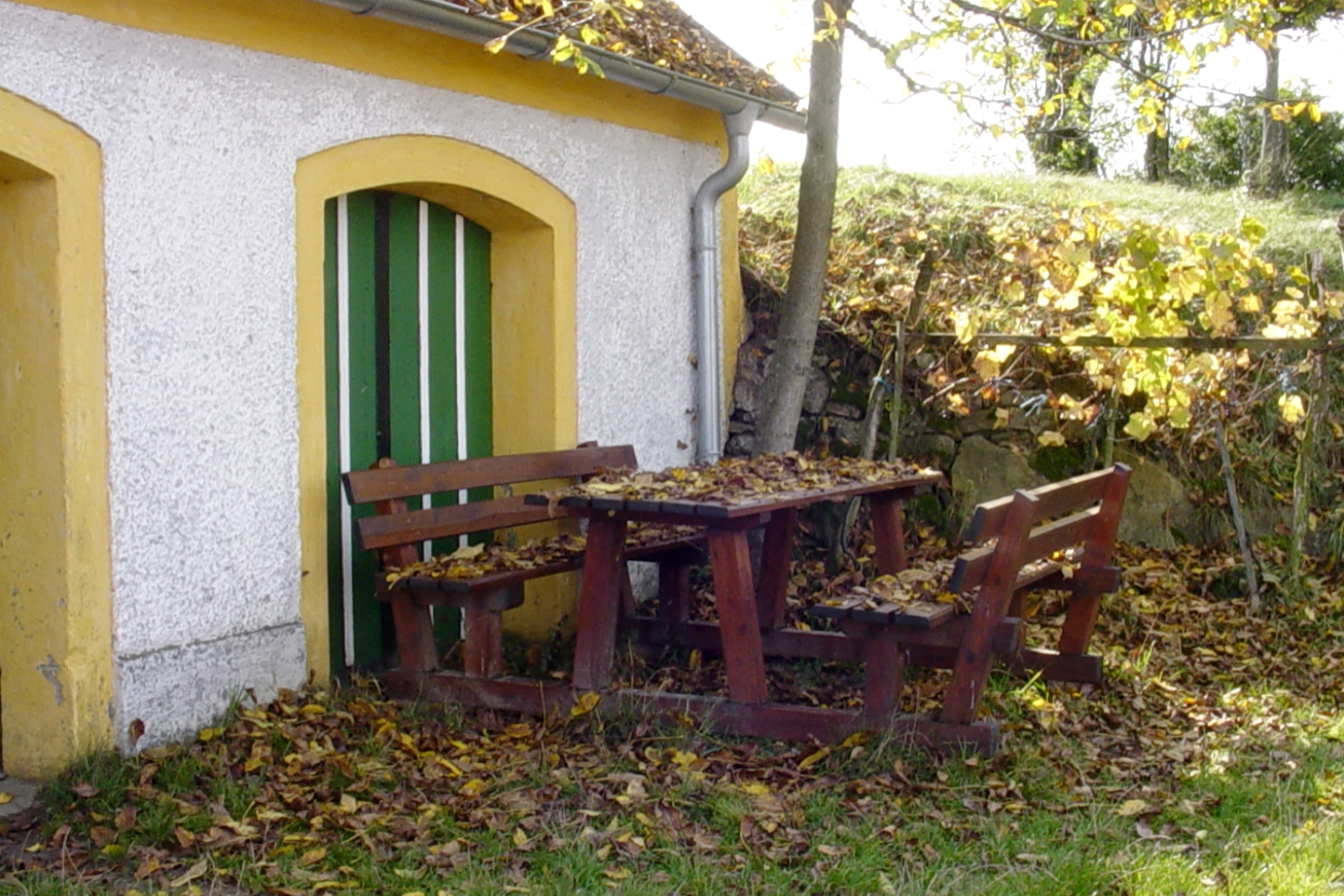
Idyllisches Plätzchen in der Kellergasse Zagging
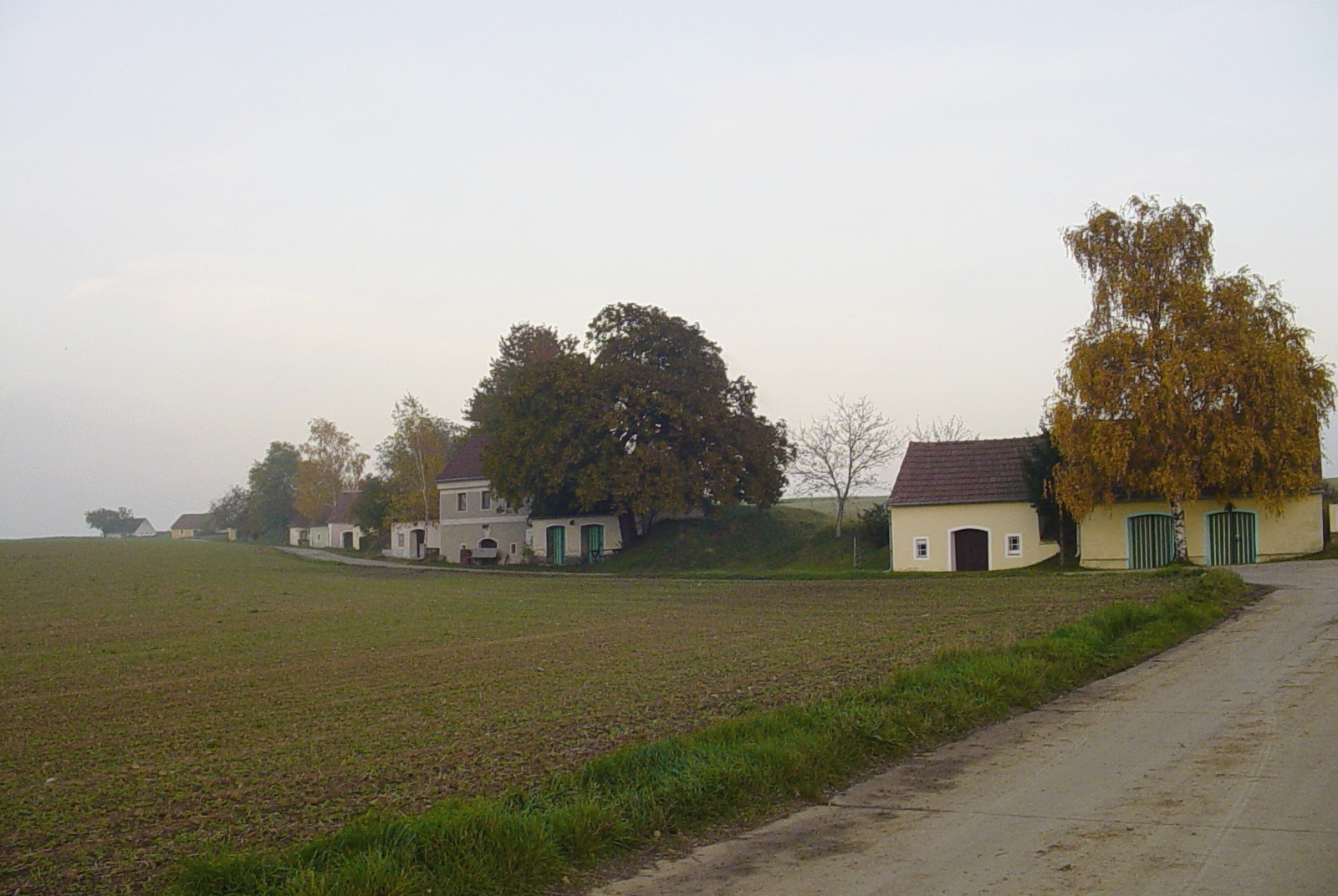
Die Kellergasse Zagging im Herbst
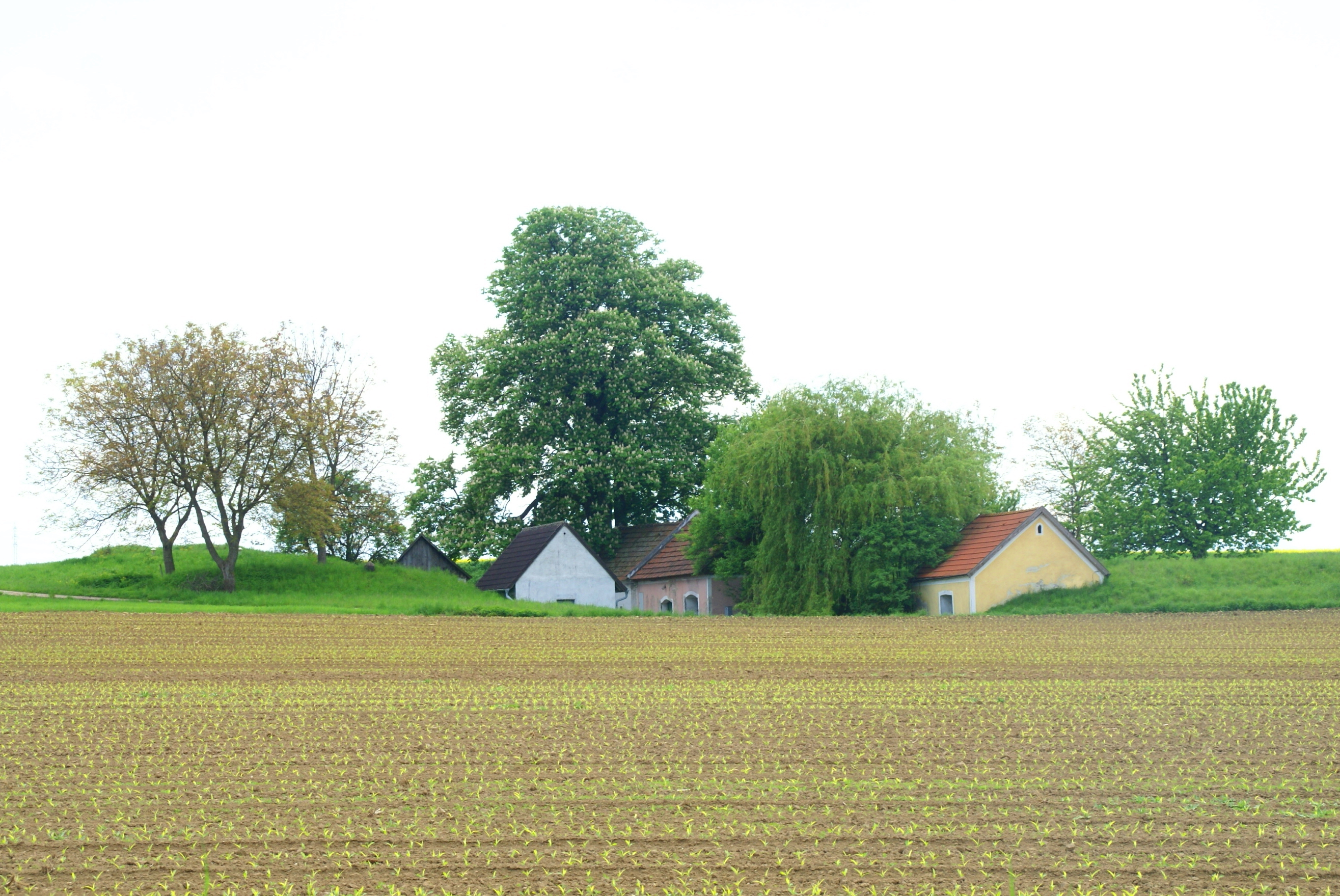
Die „Kleinkellern“ bei Kleinhain, NÖ
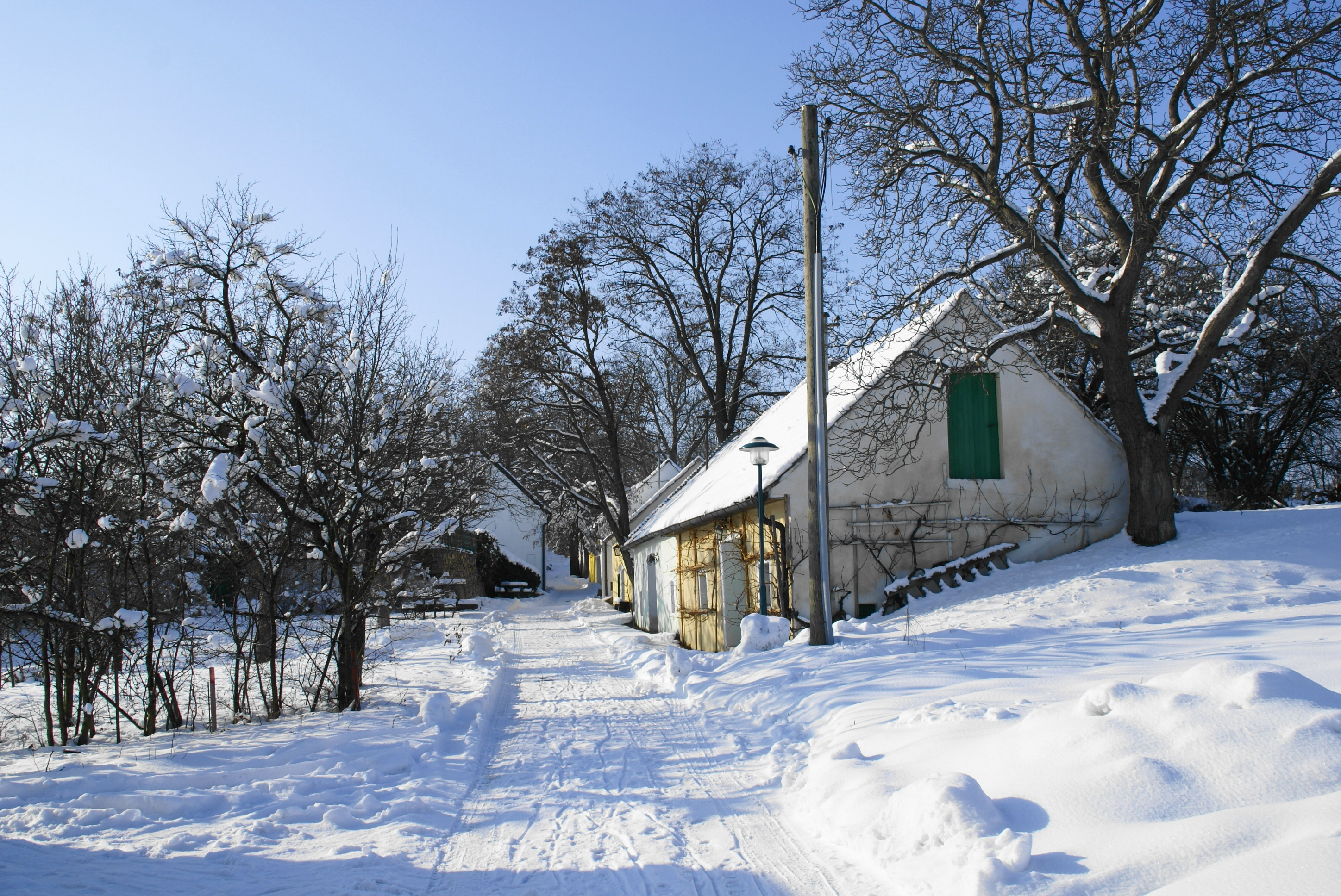
Die Kellergasse Fugging im Winter

### Musik
- Musikverein Hain (Blasmusikkapelle – Obmann: Erich Engelhart). 2009 aus der Musikkapelle Hain – Erstauftritt am 21. November 1921 / Gründer: Josef Hornek (Lehrer) – gegründet.
- Jugendblaskapelle Fladnitztal – JBK (Obmann: Christian Müllner). Gründung 1990. Zusammenschluss der drei Gemeinden Obritzberg-Rust, Wölbling und Statzendorf.
- Chöre & Ensembles: Kirchenchor Obritzberg, Kirchenchor Hain, Projektchor, Ephata

### Regelmäßige Veranstaltungen
- Fugginger Kirtag und Erntedankfest Hain: 1. Sonntag im Oktober
- Kirtag Kleinrust (um den 19. August: St. Sebald)
- Georg-Kirtag in Großrust: Sonntag um das Georgsfest (23. April)
- Kellerfest Zagging des ÖKB Hain: Anfang Mai
- Westernparty der Landjugend Hain: 1. Samstag im August
- Maibaumaufstellen am 30. April (in mehreren Orten)
- Rustikal-Party der Landjugend Rust: letzter Samstag im September

### Vereine
- Dorfleben Doppel-Neustift-Hofstetten (Dorferneuerungsverein)
- Dorferneuerungsverein Hain-Zagging „Von A bis Z“ (inaktiv)
- Landjugend Hain und Landjugend Rust
- Union (mit einzelnen Sektionen)
- Imkerverein
- ÖKB Hain und ÖKB Obritzberg-Rust
- Katholisches Bildungswerk Hain
- Katholisches Bildungswerk Obritzberg-Rust
- Hobbyfußball: Hain-United
- Kirchenchöre Hain und Obritzberg, Ephata
- NÖ Senioren Obritzberg-Rust-Hain
- Bauernbund mit Ortsgruppen Obritzberg-Rust und Hain (ÖVP)
- JVP Obritzberg-Rust-Hain (ÖVP, inaktiv)
- SPÖ-Team Zukunft für Obritzberg-Rust-Hain

### Kulinarische Spezialitäten
Die Marktgemeinde Obritzberg-Rust ist über die regionalen Grenzen hinweg bekannt für die große Zahl an Buschenschenken und Weinschenken.
Mitglied der „NÖ Weinstraße“ – Region Traisental

## Wirtschaft und Infrastruktur
Nichtlandwirtschaftliche Arbeitsstätten gab es im Jahr 2001 83, land- und forstwirtschaftliche Betriebe nach der Erhebung 1999 166. Die Zahl der Erwerbstätigen am Wohnort betrug nach der Volkszählung 2010 1212. Die Erwerbsquote lag 2010 bei 54,7 %.
Die Marktgemeinde ist „Klimabündnis- und Bodenbündnisgemeinde“, Mitglied der LEADER+ Region „Traisental-Donauland-Tullnerfeld“ bzw. in der Periode 2014–2020 in der erweiterten Region „Donau – NÖ Mitte“ sowie des „Regionalentwicklungsverbandes NÖ-Mitte“.

### Lichtwellenleiter-Pilotgemeinde in Niederösterreich
Zur Unterstützung der örtlichen Gewerbebetriebe, aber auch für alle Gemeindebürger, wurde 2013 ein Lichtwellenleiter-Projekt mit der Verlegung einer Leerverrohrung begonnen, im Oktober 2015 wurden die ersten Anschlüsse aktiviert, spätestens 2017 sollen alle Gemeindebürger an den LWL anschließen können. Bei der Sitzung des Gemeinderates am 23. Juni 2015 wurde die Firma „open-net“ als Netzbetreiber beschlossen. Es handelt sich dabei um ein Pilotprojekt, das vom Land Niederösterreich intensiv betreut und unterstützt wird, und das erstmals das 3-Stufen-Model anwendet, das auch von der EU-Kommission empfohlen wird; die Basis-„Bandbreite“ je Anschluss betrug 50 MBit/sec (bis Ende 2021) und ist unlimitiert, die offizielle Inbetriebnahme erfolgte am 18. November 2015 durch LR Stephan Pernkopf.
Mit Ende Oktober 2016 verfügten bereits mehr als 160 Haushalte über einen aktiven LWL-Anschluss.
Im Sommer 2022 wurde der Vollausbau des Glasfasernetzes abgeschlossen, alle Haushalte der Gemeinde haben nun die Möglichkeit zur Nutzung der Glasfaserinfrastruktur, die im alleinigen Eigentum der Gemeinde steht. Obritzberg-Rust ist eine von nur 4 Gemeinden in Niederösterreich, die das Glasfasernetz selbst errichtet haben, die Anschlussquote beträgt bei steigender Zahl Anfang September 2022 ca. 45 %, die unterste Bandbreite je Anschluss beträgt 100 MBit/sec.

### Windenergie-Erzeugung

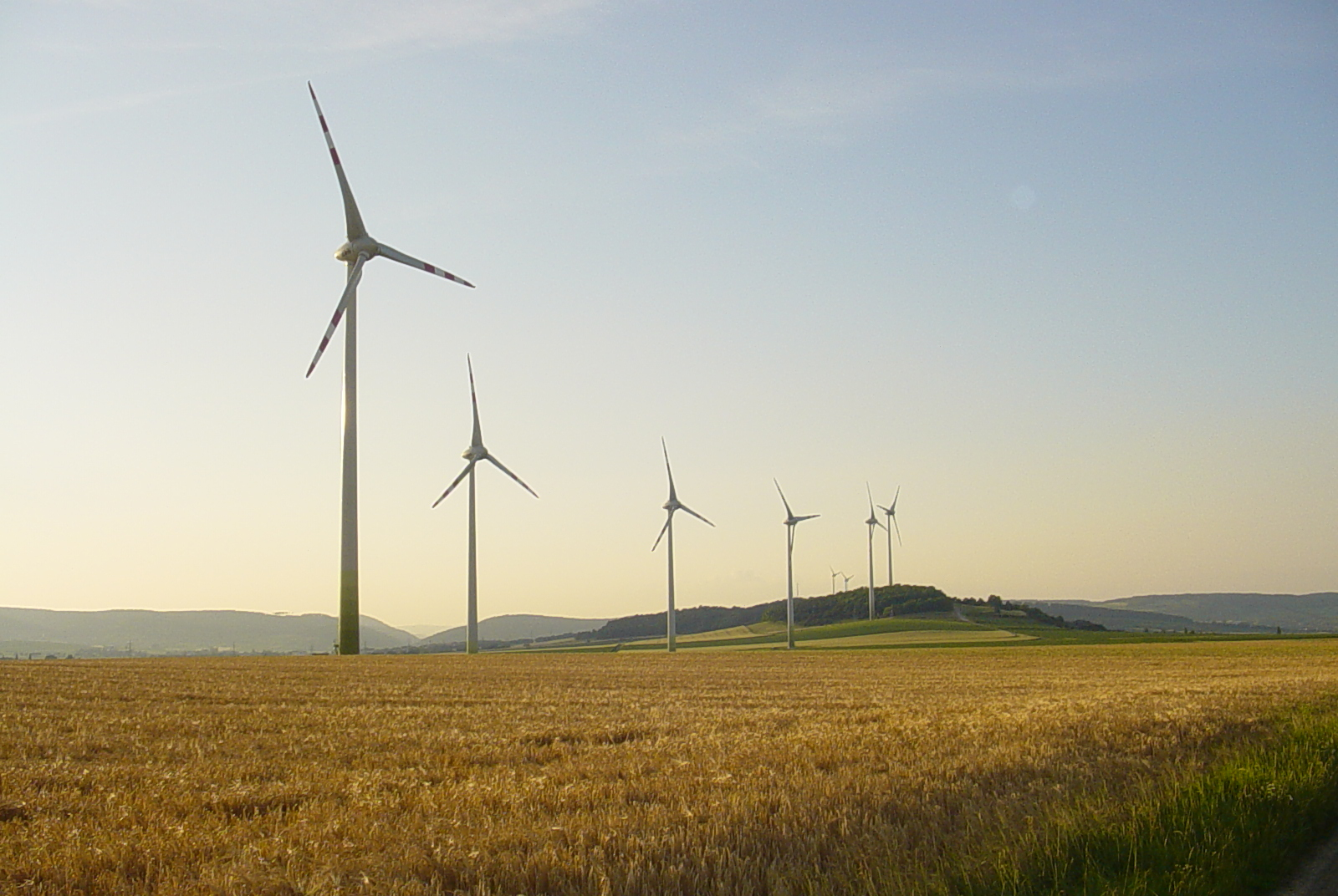
Windpark „Hoher Kölbling“

Seit Sommer 2006 erzeugen 13 Enercon E70 mit je 2000 kW Leistung erneuerbare Energie. Diese werden von der EVN-Naturkraft betrieben und sind in drei Windparks gegliedert:
- WP Schauerberg mit zwei Anlagen (Gde. Statzendorf)
- WP Hoher Kölbling mit sechs Anlagen (je drei in der Gde. Statzendorf und Gde. Obritzberg-Rust)
- WP Kleinhain (fünf Anlagen, Gde. Obritzberg-Rust).

Die durchschnittliche Jahreserzeugung aller 13 Anlagen versorgt ca. 13.000 Haushalte mit Strom und wird in das 110-kV-Netz der EVN eingespeist.
Im September 2016 wurde durch die Landjugend Hain im Rahmen des „LJ-Projektmarathon“ ein „www“-Windwanderweg – ein Rundweg mit 7,5 km – gestaltet, auf einem Infopunkt wird über den Windpark informiert.

### Abwasserbehandlung
Ein jahrzehntelanges Bemühen um eine dezentrale Abwasserbehandlung scheiterte an der Fördergesetzgebung. Die Marktgemeinde Obritzberg-Rust war, um die entsprechenden Fördermittel zu erhalten, damit gezwungen, an den Verbandssammler anzuschließen, der die Abwässer zur Verbandskläranlage nach Traismauer zuführt, ab dem Frühjahr 2016 wird jedes Haus in der Gemeinde ordnungsgemäß entsorgt.
Einige Ortschaften widersetzten sich diesem Schritt durch die Gründung von eigenständigen Abwassergenossenschaften mit jeweils eigenem Abwasserkanalsystem und eigener Kläranlage:
- AWG Eitzendorf
- AWG Kleinrust
- AWG Hain (mit Kleinhain, Angern und Großhain)
- AWG Diendorf
- AWG Zagging

Mit Jahresende 2011 wird auch die letzte dieser Genossenschaften (von 50 bis 500 EGW) wasserrechtlich kollaudiert sein.
Diese Genossenschaften mussten die Errichtung ausschließlich aus eigenen Mittel finanzieren und erhielten (als einzige in ganz Österreich) keinerlei Fördermittel zuerkannt.

### Fladnitztal-Radroute
Die Fladnitztal-Radroute führt als Rundstrecke durch die Gemeinden Obritzberg-Rust, Statzendorf, Wölbling und Karlstetten und ist auch für ungeübte Radfahrer bewältigbar. Seit 2014 gibt es auch über Paudorf eine offizielle Anbindung an den Donauradweg und über den Radweg der Stadt St. Pölten eine Anbindung an den Traisentalradweg.

### 1. „Eheweg“ Österreichs
Am 28. Juni 2015 wurde der 1. „Eheweg“ Österreichs von Bischof Klaus Küng in Obritzberg gesegnet. Es ist dies ein Rundwanderweg mit knapp 3 km Länge, Start und Ziel am Kirchenplatz Obritzberg, sieben künstlerisch gestaltete Stationen begleiten den Weg. Anlass für die Errichtung war das Kriegsende vor 70 Jahren an dieser Stelle sowie das 40-jährige Bestandsjubiläum des Schönstatt-Mariensteines.

### Gemeindeeinrichtungen
- Gemeindezentrum Obritzberg
- Volksschule Großrust
- NÖ Landes-Kindergarten Großrust (4-gruppig, Inbetriebnahme mit September 2010, Einweihung am 20. Oktober 2010)
- Altstoffsammelzentrum und Bauhof Schweinern
- Arzthaus Kleinrust (mit Arztpraxis, Feuerwehrhaus und vier Wohneinheiten – Generalsanierung 2009/10)
- „Haus der Gemeinschaft“ (Mehrzweckgebäude und Feuerwehrhaus Hain-Zagging, eröffnet am 22. Oktober 2017)

ehemalige Gemeindeeinrichtungen
- Landeskindergarten Obritzberg (Verkauf des Gebäudes im Sept. 2010 an das ZI-Büro „Radlegger-Kral“)
- Amtshaus Hain (Verkauf des Gebäudes mit 1. Juli 2011 an Fam. Hiegesberger „Greiling 5“)
- Landeskindergarten Kleinhain (als Kindergarten genutzt von 1977 bis Ende August 2010, ab 1. Juli 2011 genutzt als Amtshaus Hain – Verkauf im Sommer 2017)

### Freiwillige Feuerwehren
In der Großgemeinde bestehen ab 2016 fünf Freiwillige Feuerwehren:
- FF Hain-Zagging[14] (gegründet 1881, bis Nov. 2015 „FF Hain“. FF Zagging ab 1912 Filiale der FF Hain, ab 1953 selbstständige Feuerwehr, ab 10. Jänner 2016 durch Fusion Teil der FF Hain-Zagging)
- FF Großrust-Merking[15] (gegründet 1898)
- FF Kleinrust-Fugging (gegründet 1898)
- FF Obritzberg[16] (gegründet 1892)
- FF Schweinern (ab 1927 als Filiale der FF Obritzberg, ab 1968 selbstständige Feuerwehr)

Am 15. Jänner 2012 (FF Zagging) bzw. 29. Jänner 2012 (FF Hain) wurde in geheimer Abstimmung die zukünftige Fusion der beiden Feuerwehren auf Basis der Errichtung eines gemeinsamen Feuerwehrhauses mit knapper Mehrheit beschlossen. Am 11. Februar 2014 wurde in geheimer Wahl mit großer Mehrheit (55 ja zu 25 nein, 1 ungültige Stimme) die weitere Umsetzung des Neubauprojektes am neuen Standort beschlossen. Damit begann die Konzeptionierung des Projektes, das von der Feuerwehr-Planungsgruppe dem Gemeinderat am 23. Juni 2015 präsentiert wurde; nach der Genehmigung des Finanzierungskonzeptes wurde die Fusion mit 10. Jänner 2016 umgesetzt, der Spatenstich fand am 1. April 2016 statt, die Bauarbeiten starteten am 9. Mai 2016, die Eröffnung vom „Haus der Gemeinschaft“ fand am 22. Oktober 2017 statt, es ist sowohl durch die freiwillige Feuerwehrfusion als auch durch die funktionsübergreifende Planung und Nutzung für alle Vereine überregional bekannt und Ziel von Exkursionen.

## Politik
- ÖVP: 13
- SPÖ: 3
- Bürgerliste WIR: 5

Siehe auch: Liste der Bürgermeister der Marktgemeinde Obritzberg-Rust
Bürgermeisterin der Marktgemeinde ist seit 19. April 2017 Daniela Engelhart. Sandra Bogner ist seit 1. August 2012 Amtsleiterin. Im Gemeinderat gibt es nach der Gemeinderatswahl vom 26. Jänner 2025 bei insgesamt 21 Sitzen folgende Mandatsverteilung:
ÖVP 13, SPÖ 3 (+1), Bürgerliste WIR 5 (−1).

### Gemeindevorstand
Bei der konstituierenden Sitzung des Gemeinderates am 18. Februar 2025 wurde der Gemeindevorstand gewählt:
- Vizebürgermeister Franz Hirschböck (ÖVP)
- Siegfried Binder (ÖVP)
- Franz Schalhas (WIR)
- Markus Kaiblinger (ÖVP)
- Jürgen Huber (ÖVP)

### Gemeindewappen
Blasonierung: Das Gemeindewappen wurde 1987 verliehen. Es zeigt im gespaltenen Wappenschild vorne (rechts) in Gold einen rotbewehrten schwarzen Löwen; im Wappen hinten (links) fünf schwarze Balken auf goldenem Grund.
Erklärung: Der Löwe stellt den Salzburger Löwen dar und verweist auf das Besitztum durch das Hochstift Salzburg, nachgewiesen in dessen „Kammerbüchern“ aus dem 13. Jh. Die schwarzen Balken auf goldenem Grund symbolisieren die herrschaftliche Gründung der Pfarre Obritzberg durch die Kuenringer in der Mitte des 13. Jhs. Die NÖ Landesregierung verlieh am 12. Mai 1987 das Recht zur Führung des Gemeindewappens.

### Gemeindefarben
Die aus dem Gemeindewappen abzuleitenden Farben der Gemeindefahne sind Gelb und Schwarz.

### Gemeindelogo
2016 wurde ein Gemeindelogo vorgestellt, das grundsätzlich allen zur Verfügung steht – mit Einschränkungen darf es auch adaptiert werden. Entworfen wurde es durch drei Studentinnen der NDU. Es stellt mit den drei Anfangsbuchstaben der einstigen Altgemeinden "O"britzberg, "R"ust und "H"ain eine Landschaft mit Sonne dar, als Schriftart wurde Avenir Next Condensed Demi Bold festgelegt.

## Sonstiges
- Kinderhilfsprojekt „DIMBALE.com – benefits for kids“: Xaver Lahmer ging von April bis November 2008 mit seinem Freund Willi Triml unter dem Motto „Weg der Freundschaft – von Haus zu Haus – von Freund zu Freund“ 5517 Kilometer zu Fuß von Niederösterreich in ein kleines Dorf in Senegal, Westafrika. Dies war gleichzeitig der offizielle Start von DIMBALE, gegründet im Jänner 2008. Mit dem Spenden-Erlös aus den Vorträgen, welche im April 2009 starteten, begann das stetig wachsende Team, Hilfsprojekte für notleidende Kinder in Senegal umzusetzen. Außergewöhnlich ist die Tatsache, dass 100 % der privaten Spenden in Projekte – u. a. Bau neuer Häuser, Kauf von Nahrungsmitteln, Finanzierung von Schulkosten – investiert werden. Alle DIMBALE-Mitglieder engagieren sich ehrenamtlich, ebenso wie die Mitarbeiter vor Ort in Senegal. Wohl auch aus diesem Grund unterstützen immer mehr Firmen und Schulen dieses Projekt.[21]

## Persönlichkeiten

### Ehrenbürger
- Alt-LH Erwin Pröll
- Alt-Bürgermeister Franz Lahmer